# آرون یاندا
آرون یاندا (انگلیسی: Aaron Yonda؛ زادهٔ ۱۹ ژانویهٔ ۱۹۷۳) یک کمدین، نویسنده، هنرپیشه و کارگردان اهل ایالات متحده آمریکا است.